# Афурджа (водопад)
Афурджа (азерб. Afurca şəlaləsi) — самый высокий водопад Азербайджана. Расположен в бассейне реки Вельвелечай, у Тенгинского ущелья, близ села Афурджа Губинского района. Падает с горы Тенги. Высота водопада около 50 м. Водопад Афурджа является природным памятником Азербайджана и охраняется государством.